# Макарова Валентина Андріївна
Мака́рова Валенти́на Андрі́ївна (нар. 16 серпня 1950, Горький, Російська РФСР, СРСР (нині — Нижній Новгород, Росія) — українська музикантка, педагогиня, науковиця, заслужена діячка мистецтв України (2006). Сестра Макарової Людмили Андріївни (1947—2016).

## Життєпис
Валентина Андріївна Макарова народилася 1950 року в сім'ї учасників другої світової війни. Мати Ольга Никифорівна — учасниця бойових дій, пройшла з 1-м Українським фронтом до Берліна. З дитячих років чудово співала, як і батько Андрій Семенович — офіцер. Він самотужки опанував гру на кількох музичних інструментах. Помер 1953 року.
У п'ятирічному віці Валентина Макарова разом зі старшою сестрою Людмилою почали відвідувати музичну школу, дуетом співали та грали на скрипках. Після закінчення музичної школи навчалася в Арзамаському музичному училищі, потім — Горьківській державній консерваторії ім. М. І. Глінки (клас лауреатки міжнародних конкурсів Н. М. Бейліної — учениці Д. Ойстраха та А. Янкелевича), яку з відзнакою закінчила 1974 року. У 1972—1984 роках працювала педагогом по класу скрипки, завідувачкою струнним відділенням Арзамаського музичного училища. Створила ансамбль скрипалів, який гастролював по області. Завдяки активній діяльності Валентини Макарової у Горьковській області в кількох районних дитячих музичних школах були створені класи скрипки, де працювали її учні.
У 1984 році Валентина Макарова разом з сестрою і матір'ю переїхали до міста Суми. Працювала викладачкою дитячої музичної школи № 1 (1984—1985 рр.), потім — завідувачкою струнним відділом Сумського музичного училища імені Д. С. Бортнянського і по сумісництву викладачкою факультету мистецтв Сумського державного педагогічного інституту ім. А. С. Макаренка (нині Сумський державний педагогічний університет імені А. С. Макаренка). З 1988 року — старша викладачка факультету мистецтв Сумського державного педагогічного університету імені А. С. Макаренка, з 1991 р. — доцентка кафедри музично-інструментального виконавства (нині кафедра хореографії та музично-інструментального виконавства) СумДПУ ім. А. С. Макаренка.

## Творчість та наукова діяльність
Сфера наукових інтересів Валентини Макарової — методика підготовки музикантів-виконавців та історія музичної культури Сумщини.
З перших років життя в Україні сестри Макарови почали досліджувати історію та культури сумського краю. У 1985 році вони започаткували проєкт «Музична культура Сумщини»: вивчали архівні і наукові джерела, збирали матеріали, присвячені видатним особистостям — уродженцям Сумщини та тим митцям, які черпали натхнення на сумській землі, брали участь в обласних, всеукраїнських та міжнародних наукових конференціях, публікували статті та наукові розвідки. Займалися просвітницькою роботою: проводили концерти, лекції, літературно-музичні вечори. В рамках проєкту побачила світ перша книга Валентини і Людмили Макарових «І слово в пісні відгукнеться…», яка складалася з двох частин: «Поезія Сумщини в музиці» та «Сторінки музичної культури Сумщини». Презентація видання стала яскравою подією у культурному житті області. У 2004 р. за цю книгу автори отримали звання лауреатів премії імені І. Нечуя-Левицького. Видання має нотний додаток, воно широко використовується в музичних та загальноосвітніх школах області як підручник. За матеріалами книги створено цикл радіопередач, проведено сотні концертів-лекцій, серед яких: «Струни всі дзвенять…» (Т. Шевченко і Сумщина), «Хотіла б я піснею стати» (Леся Українка), «Як пісня — вся душа моя» (О. Олесь) тощо.
Валентина Макарова активно займається виконавською діяльністю, як солістка та в складі інструментального ансамблю виступає в обласній філармонії, бере участь у різноманітних мистецьких заходах, які проходять у Сумах та області. Широке визнання отримав ансамбль скрипалів «Cantabile» факультету мистецтв педагогічного університету (художній керівник — В. А. Макарова), який став лауреатом обласної премії імені Пилипа Рудя (1989 р.) (нині — Сумська обласна літературно-краєзнавчо-мистецька премія) та лауреатом IV Європейського молодіжного фестивалю в м. Будапешт (Угорщина, 1995 р.). Разом із сестрою стала ініціаторкою проведення конкурсу юних музикантів «Пролісок» (нині — «Проліски Слобожанщини»), що проходить у Сумах.
Валентина Макарова — член обласного відділення президії Національної всеукраїнської музичної спілки; голова асоціації камерно-інструментальної музики при Сумському обласному об'єднанні Національної всеукраїнської музичної спілки.

## Праці

#### Окремі видання
- І слово в пісні відгукнеться…: наук.-попул. вид. / В. Макарова, Л.  Макарова. — Суми: Собор, 2003. — 283 с. : іл. — ISBN 966-7164-49-6
- І слово в пісні відгукнеться…: нотний додаток. — Суми: Собор, 2003. — 90 с. — ISBN 966-7164-49-6
- Гармония времен. Страницы музыкальной культуры Сумщины: науч.-попул. изд. / В. Макарова, Л. Макарова. — Сумы: СумГПУ им. А. С. Макаренко, 2013. — 254 с. — ISBN 966-7164-49-6
- Скрипкові ансамблі: навч.-метод. посіб. / В. Макарова, Л. Макарова. — Суми, 2012. — 90 с. : ноти.
- Зачарування звуків ніжних. Українські романси: нотне вид. / В. А. Макарова, Л. А. Макарова. — Вінниця: Нова книга, 2013. — 96 с. : ноти. — ISBN 979-0-707505-84-7
- Сумщина в долях трьох геніїв [П. І. Чайковський, А. П. Чехов, С. В. Рахманінов]: худож.-літ. вид. / В. Макарова, Л. Макарова, В. К. Шейко. — Київ: Фолігрант, 2014. — 208 с. — ISBN 978-966-96867-7-0.

Вибрані статті
- З історії музичної культури Сумщини / В. А. Макарова, Л. А. Макарова // Матеріали другої Сумської обласної наукової історико-краєзнавчої конференції. (Ч. 1 : Історія) / Сум. держ. пед. ін-т ім. А. С. Макаренка та ін. — Суми, 1994. — С. 36—39.
- Поезія і музика душі: [творчість поета з Глухівщини Василя Івановича Туманського] / В. А. Макарова, Л. А. Макарова // «Наш друг Туманський»: матеріали Сумської обл. наук.-практ. конф. : (до 200-річчя від дня народження поета-земляка) / Сумський держ. пед. ун-т ім. А. С. Макаренка ; Глухівський держ. пед. ін-т ім. Сергєєва-Ценського ; Сумський обласний краєзнавчий музей ; [редкол.: А. О. Мурашова, О. С. Переломова]. — Суми: Редакційно-видавничий відділ СумДПУ ім. А. С. Макаренка, 2000. — С. 46—51.
- Перша вітчизняна музична школа: [Глухівська співоча школа, XVIII ст.] / В. А. Макарова, Л. А. Макарова // Матеріали 4-ї Сумської обласної наукової історико-краєзнавчої конференції. — Суми: СумДПУ ім. А. С. Макаренка, 2001. — С. 92—95.
- «Не співати він не може…»: до 110-річчя від дня народження Івана Стешенка / В. А. Макарова, Л. А. Макарова // Земляки: альм. Сумського земляцтва в Києві. Вип. 1. — Суми: Собор, 2004. — С. 75—78.
- Сумщина мистецька / В. А. Макарова, Л. А. Макарова // Матеріали шостої Сумської наукової історико-краєзнавчої конференції / МОН України ; Управління освіти і науки Сумської обл. адміністрації ; [редкол.: В. В. Турков, А. В. Гончаренко, Г. І. Корогод та ін.]. — Суми: СумДПУ ім. А. С. Макаренка, 2005. — С. 194—200.
- «Серце музики спинилося…» : 260 років від дня народження Максима Березовського / В. А. Макарова, Л. А. Макарова // Земляки: альм. Сумського земляцтва в Києві. Вип. 2 / голов. ред. М. С. Гриценко. — Суми: Собор, 2005. — С. 93—96.
- Вона співала з Шаляпіним: до 125-річчя від дня народження Єлизавети Петренко / В. А. Макарова, Л. А. Макарова // Там само. — С. 130—133.
- «Гимны дивные писал…»: до 255-річчя від дня народження Дмитра Бортнянського / В. А. Макарова, Л. А. Макарова // Земляки: альм. Сумського земляцтва в Києві. Вип. 3 / голов. ред. М. С. Гриценко. — Суми: Собор, 2006. — С. 107—111.
- Співець народу: до 120-річчя від дня народження Юрія Шапоріна / В. А. Макарова, Л. А. Макарова // Земляки: альм. Сумського земляцтва в Києві. Вип. 4 / голов. ред. М. С. Гриценко. — Суми: Собор, 2006. — С. 133—136.
- Сумщина, освячена ім'ям П. І. Чайковського / В. А. Макарова, Л. А. Макарова // Теоретичні питання культури, освіти та виховання: зб. наук. пр. Вип. 32 / Сум. держ. пед. ун-т ім. А. С. Макаренка. — Київ ; Суми, 2007. — С. 67—69.
- «Им аплодировали сумчане» / В. А. Макарова, Л. А. Макарова // Матеріали IX Всеукраїнської історико-краєзнавчої конференції з міжнародною участю. 24—25 листоп. 2011 р. / Сум. держ. пед. ун-т ім. А. С. Макаренка та ін. — Суми: СумДПУ ім. А. С. Макаренка,  2011. — С. 282—288.
- С. И. Танеев и Сумщина / В. А. Макарова, Л. А. Макарова // Історико-краєзнавчі дослідження: традиції та інновації: матеріали Міжнар. наук.-практ. конф. Ч. II. 29—30 листоп. 2013 р., м. Суми. / СДПУ ім. А. С. Макаренка, іст. ф-т та ін. — Суми, 2013. — С. 61—64.
- Педагогічно-просвітницька діяльність М. В. Лисенка / В. А. Макарова // Ювілейна палітра 2017: до пам'ятних дат видатних українських музичних діячів і композиторів: зб. ст. за матеріалами Всеукр. наук.-практ. конф. з міжнар. участю 7—8 груд. 2017 р. / МОН України ; СумДПУ ім. А. С. Макаренка ; Навч.-наук. ін-т культури і мистецтв. — Суми, 2018. — С. 30—36.
- Поезія у камерно-вокальній творчості Кирила Стеценка / В. А. Макарова // Ювілейна палітра 2018: до пам'ятних дат видатних українських музичних діячів і композиторів: зб. ст. за матеріалами II Всеукр. наук.-практ. конф. з міжнар. участю 6—7 груд. 2018 р. / МОН України ; СумДПУ ім. А. С. Макаренка ; Навч.-наук. ін-т культури і мистецтв. — Суми, 2019. — С. 32—36.
- Музыка — частица ее жизни [Леся Украинка] / В. А. Макарова // Історико-краєзнавчі дослідження: традиції і інновації: матеріали IV Міжнар. наук. конф. 28—29 листоп. 2019 р. Ч. 2. — [Суми, 2019]. — С. 174—176.
- Людина, яка любила народ. Микола Маркевич / В. А. Макарова // Ювілейна палітра 2019: до пам'ятних дат видатних українських музичних діячів і композиторів: зб. ст. за матеріалами III Всеукр. наук.-практ. конф. з міжнар. участю 5—6 груд. 2019 р. / МОН України ; СумДПУ ім. А. С. Макаренка ; Навч.-наук. ін-т культури і мистецтв. — Суми, 2020. — С. 16—20.
- «Зелений гай, пахуче поле…» (до пам'ятної дати П. А. Грабовського) / В. А. Макарова // Ювілейна палітра 2020: до пам'ятних дат видатних українських музичних діячів і композиторів: зб. ст. за матеріалами IV Всеукр. наук.-практ. конф. з міжнар. участю 4— 5 груд. 2020 р. / МОН України ; СумДПУ ім. А. С. Макаренка ; Навч.-наук. ін-т культури і мистецтв. — Суми, 2021. — С. 18—22.

## Нагороди та звання
- Заслужений діяч мистецтв України (2006)
- Лауреатка Літературно-мистецької премії імені Івана Нечуя-Левицького (2004)
- Лауреатка премії імені Марії Слиж від Канадського товариства приятелів України

## Рекомендована література
- Геренко С. Сестри Макарови / С. Геренко // Сумщина. — 2006. — 1 берез. — С. 6.
- Голубченко В. Ю.  Освіта Сумщини в іменах: пед. довід. / Сум. держ. пед. ун-т ім. А. С. Макаренка. — Суми: Університетська книга, 2012. — С. 234—239 : фот. — ISBN 978-966-680-618-8
- Довжинець І. Творча і громадська діяльність Людмили і Валентини Макарових у контексті розбудови музичної культури Сумщини: Пам'яті Людмили Андріївни Макарової / Інна Довжинець, Маргарита Алєкбєрова // Глухів музичний: земля Березовського і Бортнянського: зб. наук. ст. за матеріалами Всеукр. наук.-практ. конф. 25—26 лют. 2016 р. — Глухів, 2017. — С.48—50 : фот. — ISBN 978-966-97618-7-3
- Панасюк В. Ю. Макарова Валентина Андріївна // Сумщина в іменах: енцикл. довід. / Сумський держ. ун-т ; Рекламно-вид. об-ня «АС-Медіа». — 2-ге вид., перероб. та доп. — Суми: Фолігрант, 2004. — С. 285—286 : фот. — ISBN 966-8531-02-7.
- Радченко Н. Макарова Валентина Андріївна. Макарова Людмила Андріївна // Хто є хто на Сумщині. Видатні земляки: довід.-біогр. вид. Вип. 1 / авт.-упоряд. В. В. Болгов. — Київ: ВАТ «Поліграфкнига», 2005. — С. 214—215 : фот. — ISBN 966-7953-73-4
- Суріна О. Віра в перемогу музики / Ольга Суріна // Земляки: альм. Сумського земляцтва у Києві. Вип. 1.— Суми: Собор, 2004. — С. 254. ISBN 966-7164-51-9